# El Gato Culto
El Gato Culto es el título de una viñeta  publicada por el periodista cultural Paco Ignacio Taibo en la sección cultural del periódico El Universal diariamente desde 1981, año en que él mismo fundó dicha sección, y hasta 2007, un año antes de su fallecimiento, el 13 de noviembre de 2008.
La caricatura aparecía firmada por PIT, seudónimo tomado de las iniciales con que era conocido el autor. El diseño era de una concepción sencilla, un gato regordete formada por trazos simples, antropomorfizados con los rasgos del propio Taibo y con alguna expresión en alusión al texto, acompañado de una frase inteligente, irónico. Taibo quería que el gato fuera importante por sus palabras más que por el trazo. En los últimos años el gato aparecía con sombras de colores sobre la nariz y los ojos al mismo tiempo que su cara apareció menos redonda y ligeramente más delgada.
La idea del gato culto surgió en las oficinas de la redacción de uno de los diarios donde Taibo trabajó. El caricaturista Efrén tenía que entregar una caricatura de un gato, pero este tenía demasiado detalles, como una cola peluda que no agradaron a PIT. A Taibo se le ocurrió simplificarlo y -a manera de broma- dibujó el que a la postre sería el Gato Culto. La frase finalmente devino como la razón de ser para el personaje.

## Trascendencia
Paco Ignacio señaló sobre El Gato Culto que siempre se elaboró "con un sentido del humor muy peculiar, sin ofensa y siempre en el plano chusco". Indistintamente llegó a hacerse referencia a Taibo como el Gato Culto. Su viuda, Maricarmen, reconoció que la fama de la serie de caricaturas era tal que no era extraño entrar a una oficina de gobierno o una papelería y ver pegado un recorte del mismo.